# 森脇唯人
森脇 唯人（もりわき ゆいと、1996年8月8日 - ）は、日本のプロボクサー（スーパーミドル級）。東京都足立区出身。法政大学卒業。ワールドスポーツボクシングジム所属。
アマチュアボクサー時代に2021年開催東京五輪に出場、全日本選手権に5回優勝。

## 経歴

### 高等学校卒業まで
足立区立江北小学校・江北中学校（現：江北桜中学校）を卒業した。小学5年から中学3年まで続けていた極真空手では、長身のために顔面打撃の反則を犯す傾向があったが、逆にこの特徴が私立駿台学園高等学校定時制で始めたボクシングで開花した。高校3年時の2014年には平成26年度インターハイのミドル(75kg)級で3位に入賞した。

### アマチュアボクサー時代
法政大学法学部に進むと、2017年から全日本ボクシング選手権大会で3連覇した。また大学3年時の2018年にはロシア国際トーナメントで銅メダルを獲得したほか、ジャカルタで開催されたアジア大会に出場した（テスト大会では金メダル獲得、本大会では1回戦敗退）。
大学卒業後の2019年に自衛隊に入隊し、スポーツに専念する「体育特殊技能者」の隊員として自衛隊体育学校に所属した。
2020年3月に、日本ボクシング連盟によって2020年東京オリンピックのボクシング競技男子ミドル(75kg)級代表に選出された。
2021年2月11日、国立代々木競技場で開催のチャリティーボクシングイベント『LEGEND』でWBOアジア太平洋スーパーウェルター級王者・井上岳志と対戦した。
新型コロナウイルス感染症の世界的流行の影響で1年遅れて2021年7月に実施された東京オリンピックでは、2回戦でウクライナの選手に判定負けした。同年11月の全日本選手権ではミドル級(75kg)4連覇を達成した。
ミドル(75kg)級が2024年パリオリンピックで廃止されるとの情報から2022年にライトヘビー(80kg)級に転向した。同年11月の全日本選手権はライトヘビー(80kg)級に出場し、転向後の初めての大会であったが優勝して大会5連覇を達成した。
2023年11月26日の全日本選手権ライトヘビー(80kg)級決勝戦で若谷豪に判定で敗れて、大会連覇が途切れた。また、本大会は2024年パリオリンピック世界予選の代表選考を兼ねていたため、同五輪への森脇の出場も消滅した。2024年3月に自衛隊を退職した。アマチュア時代の通算戦績は118戦92勝26敗だった。

### プロボクサー時代
2024年8月31日、アメリカを拠点にプロ転向を表明した。
しかし、アメリカのプロモーターとの契約が不調に終わったため、高校時代から通っていたワールドスポーツジムよりプロを目指すと決め、2025年5月20日に史上4人目となるA級プロテスト合格を果たした。

## 人物
地元の足立区への愛着が強く、特別に自衛隊の寮ではなく実家から通勤していた。

## 戦績
- プロボクシング -1戦 1勝 (0KO) 無敗

| 戦           | 日付          | 勝敗 | 時間 | 内容    | 対戦相手   | 国籍     | 備考           |
| ------------ | ------------- | ---- | ---- | ------- | ---------- | -------- | -------------- |
| 1            | 2025年6月19日 | ☆    | 8R   | 判定3-0 | ベク・ハソ | モンゴル | プロデビュー戦 |
| テンプレート |               |      |      |         |            |          |                |